# HMS Bermuda (52)
«Бермуда» (52) (англ. HMS Bermuda (52) — військовий корабель, легкий крейсер типу «Коронна колонія» підкласу «Фіджі» Королівського військово-морського флоту Великої Британії за часів Другої світової війни.
Легкий крейсер «Бермуда» був закладений 30 листопада 1939 року на верфі компанії John Brown & Company у Клайдбанку. 11 вересня 1941 року він був спущений на воду, а 5 серпня 1942 року крейсер увійшов до складу Королівських ВМС Великої Британії.
Крейсер взяв активну участь у бойових діях на морі в Другій світовій війні, бився в Північній Атлантиці та арктичних водах, біля берегів Франції, Англії, Норвегії. Він залучався до супроводження атлантичних та арктичних конвоїв. За проявлену мужність та стійкість у боях бойовий корабель відзначений трьома бойовими відзнаками.

## Дизайн та конструкція
«Бермуда» належав до серії легких крейсерів «Коронна колонія», що розроблялись відповідно до вимог Другої Лондонської конференції 1936 року, яка обмежувала водотоннажність крейсерів у 8 000 тонн. Легкий крейсер мав корпус загальною довжиною між перпендикулярами 169,3 м, бімс — 18,9 м та осадку до 5 м. Водотоннажність бойового корабля становила: стандартна — 8 530 довгих тонн та повна — 10 450 довгих тонн відповідно.

### Енергетична установка
Головна енергетична установка крейсера «Бермуда» складалася з чотирьох триколекторних Адміралтейських котлів з пароперегрівником і чотирьох одноступінчатих турбозубчатих агрегатів Парсонса. Схема — ешелонна; котли розташовані попарно у двох котельних відділеннях, ТЗА — у двох машинних. Робочий тиск пари в котлах підняли з 24,61 кг/см² (24,29 атм.) і 343 °С до 28,1 атм. (28,47 кг/см²) і температури 370 °С, що було вище ніж на американських «Бруклін» (28,2 кг/см², температура — 342 °С). Енергетична установка на крейсері мала найбільший коефіцієнт питомої потужності серед усіх британських крейсерів часів Другої світової війни — 55,6 к.с./т. Дальність ходу на 16 вузлах при чистому дні на крейсерських турбінах становила 10 927—10 556 км. Швидкість ходу в морі — 30,3 вузла.

### Озброєння
Артилерійське озброєння крейсера включало дванадцять 152-мм і вісім 102-мм універсальних гармат. При конструюванні корабля боєкомплект до гармат обох видів скоротили до 150 снарядів на ствол, це зроблено для дотримання 8000-тонного обмеження стандартної водотоннажності, хоча місткість льохів дозволяла приймати по 200 снарядів кожного калібру.
152-мм гармати Мк XXIII з довжиною ствола в 50 калібрів були гарматами головного калібру на всіх британських легких крейсерах передвоєнної побудови, починаючи з «Ліндера». На крейсері ці гармати монтувалися в тригарматні баштові установки — по дві на носі та на кормі по лінійно-піднятій схемі. Максимальний кут піднесення +60°, зниження на −5°. Швидкострільність — 8 пострілів на хвилину. Маса снаряда (напівбронебійний CPBC і фугасний HE) — 50,8 кг, початкова швидкість — 841 м/с. Боєзапас становив 200 пострілів на ствол, живучість ствола — 1100 пострілів.
Допоміжна артилерія крейсера складалась з восьми 102-мм/45 універсальних гармат QF 4 inch Mk XVI у чотирьох спарених установках. Максимальний кут піднесення +80°, зниження на −10°. Швидкострільність — 15—20 пострілів на хвилину на максимальну дальність 18 150 м під кутом 45° та 11 890 м під кутом 80°. Маса снарядів різного типу — 28,8—30,28 кг, початкова швидкість — 811 м/с. Боєзапас становив 200 пострілів на ствол, живучість ствола — 600 пострілів.
Зенітне озброєння корабля включало чотири здвоєні 40-мм зенітні гармати Bofors L60, три зчетверені 40-мм автоматичні зенітні гармати QF 2 Mark II «пом-пом» та шість спарених 20-мм зенітних гармат кулемети «Ерлікон».
Торпедне озброєння складалося з двох трьохтрубних 21-дюймових (533-мм) торпедних апаратів, що розташовувалися по обох бортах крейсера.

## Бойовий шлях
Після введення до сил флоту, крейсер діяв у складі 10-ї крейсерської ескадри протягом 1942 року, беручи участь у північноафриканській кампанії, зокрема в операції «Смолоскип». З крейсером «Шеффілд» він був відокремлений від З'єднання Н для атаки на невеликий прибережний форт, де обидва потрапили під удари італійських торпедоносців. «Бермуда» прикривав висадку в Бужі і зумів уникнути сильних повітряних атак, не зазнавши пошкоджень. Потім «Бермуда» повернувся до служби в Атлантиці, щоб супроводжувати кораблі в Біскайській затоці, а в червні 1943 року він залучався до транспортування людей і припасів на Шпіцберген. Потім легкий крейсер брав участь у протичовнових операціях проти німецьких підводних човнів, що діяли в Біскайській затоці та Північній Атлантиці. Після служби в Арктиці «Бермуда» повернувся до Глазго в червні 1944 року для ремонту.
Під час переобладнання його башту «X» демонтували, а в травні 1945 року корабель переправили на Тихий океан, коли війна в Європі добігала кінця. 7 липня крейсер прибув до Сіднея, який став його базою. Там «Бермуда» залучався до навчань з іншими кораблями Королівського флоту, що служили на Далекому Сході, включаючи лінкор «Енсон». Корабель увійшов до складу британської 111-ї оперативної групи флоту (англ. Task Force 111), що мала взяти участь у запланованій операції «Даунфол» — наймасштабнішій висадці морського десанту в історії. Під час перебування в Сіднеї до них дійшли новини про ядерне бомбардування Хіросіми і Нагасакі та подальшу капітуляцію Японії. Потім «Бермуда» відплив на Філіппіни, прибувши 23 серпня. Пізніше крейсер став частиною операції з повернення військовополонених союзників з раніше окупованих японських територій.
6 вересня «Бермуда» був атакований японськими літаками, пілоти яких, очевидно, не знали про кінець війни або з інших причин не бажали здаватися. «Бермуда» відбив атаку і продовжив свій шлях. Потім він перевозив військовополонених союзників до Шанхаю для репатріації.